# Revolutionaire voorhoede
Een revolutionaire voorhoede is een groep die een revolutie uitvoert in naam van een grotere groep.
Binnen het marxisme-leninisme leeft het idee van een voorhoede sterk. Marx zelf ging ervan uit dat de socialistische revolutie uitgevoerd wordt door georganiseerde industriële arbeiders (het proletariaat), in naam van alle in het kapitalisme uitgebuite groepen, en meer in het algemeen in het belang van de gehele mensheid. Hij werd om deze stelling fel bekritiseerd door anarchisten als Bakoenin.
In Wat te doen? van Lenin krijgt het idee van de voorhoede een nieuwe dimensie. Lenin pleitte ervoor dat een strak georganiseerde partij van professionele revolutionairen de omverwerping van het kapitalisme zou leiden. In Rusland waren dit de bolsjewieken.